# Johann Martin Honigberger

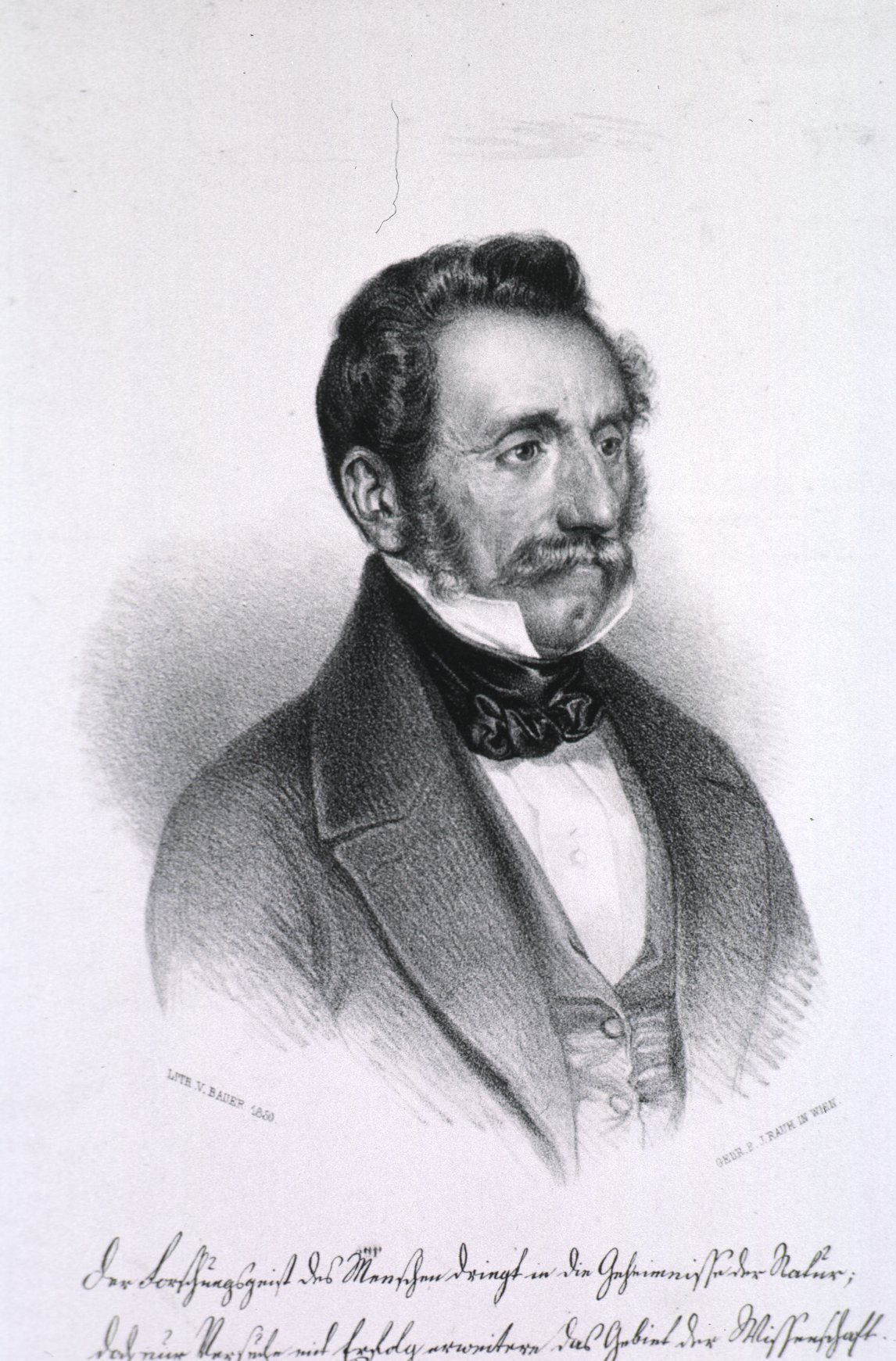
Johann Martin Honigberger

Johann Martin Honigberger (* 10. März 1795 in Kronstadt; † 18. Dezember 1869 ebenda) war ein siebenbürgischer, k. k. österreichischer Arzt, Apotheker und Orientforscher.

## Leben
Der Arzt begann 1816 seine erste von insgesamt fünf Reisen in den Orient über einige Aufenthalte (u. a. Konstantinopel, Persien) bis 1829 nach Indien. Hier wurde  er königlich indischer Leibarzt von Ranjit Singh in Lahore (Nordindien), im Königreich der Sikhs. Auf seinen Reisen betrieb er auch umfangreiche botanische Forschungen, die ihn nach Afghanistan und in den Himalaya führten. Er hatte ebenso Kenntnisse in der Homöopathie erworben und setzte sie in Indien auch ein.
In Kalkutta und Lahore errichtete er Armenkrankenhäuser. Ebenso war er engagiert im Kampf gegen Pest und Cholera.
Er wird in Indien als „Vater der Homöopathie“ gewürdigt, da er als erster hier die Methode umsetzte. In Konstantinopel übte er bereits zwischen 1837 und 1838 eine homöopathische Praxis aus.

## Werke
- Früchte aus dem Morgenlande oder Reise-Erlebnisse nebst naturhistorisch-medizinischen Erfahrungen, einigen hundert erprobten Arzneimitteln und einer Heilart, dem Medial-Systeme. Gerold, Wien 1851; vermehrte Ausgabe 1853 (Digitalisat).
  - Nachdruck der Ausgabe 1853: Als Leibarzt am Hofe des „Löwen vom Panjab“ Ranjit Singh: Nachdruck der Reiseerlebnisse Wien 1853. Mit einem Nachwort von Jürgen Hanneder. Universitätsverlag Halle-Wittenberg, Halle an der Saale 2011, ISBN 978-3-86977-036-9.
  - Englische Übersetzung: Thirty-five years in the East. Adventures, discoveries, experiments, and historical sketches, relating to the Punjab and Cashmere; in connection with medicine, botany, pharmacy, etc. Together with an original materia medica; and a medicalvocabulary, in four European and five eastern languages. H. Baillière, London 1852.
- Die Cholera, deren Ursache und unfehlbare Heilung und die Epidemien im allgemeinen. Übersetzung aus dem Englischen. C. Dittmarsch, Wien 1865 (Digitalisat).